# Serpokrílovo
Serpokrílovo (en rus: Серпокрылово) és un poble de l'óblast de Volgograd, a Rússia, segons el cens del 2010 tenia 54 habitants.